# روبية شرق أفريقيا الألمانية
روبية شرق أفريقيا الألمانية كانت العملة المتداولة في شرق إفريقيا الألمانية خلال الفترة ما بين عامي 1890 و1916، واستمر تداولها في تنجانيقا حتى عام 1920.

## التاريخ
كانت الروبية الهندية هي العملة السائدة على طول منطقة ساحل شرق أفريقيا خلال النصف الثاني من القرن التاسع عشر، بعد تهميش عملات أخرى مثل الدولار الذهبي الأمريكي وثالر ماريا تريزا. حصلت شركة شرق أفريقيا الألمانية على حقوق سكّ العملات عام ١٨٩٠، وأصدرت روبيات تُعادل الروبية الهندية وروبية زنجبار. واحتفظت الشركة بحقوق سكّ العملات حتى بعد أن وضعت الحكومة يدها على شرق أفريقيا الألمانية في وقت لاحق من عام ١٨٩٠. وفي عام ١٩٠٤، تولّت الحكومة الألمانية شؤون سك العملة في منطقة شرق أفريقيا الألمانية وأنشأت البنك الأفريقي الشرقي.
كانت روبية شرق أفريقيا الألمانية في البداية تُعادل الروبية الهندية. وحتى عام ١٩٠٤، كانت تُقسّم إلى ٦٤ بيسة (والتي كانت تُعادل البِيسة الهندية)، ثُم حوّلت العملة إلى النظام العشري في 28 فبراير (شباط) 1904، فأصبحت الروبية الواحدة تُقسم إلى 100 هلر، والذي لا يزال مستخدمًا حتى اليوم، كما تم تحديد سعر صرف ثابت فكانت كل 15 روبية تساوي 20 مارك ألماني.
في عامي 1915 و1916، أثناء فترة القتال في شرق إفريقيا خلال الحرب العالمية الأولى، طُرحت سلسلة كبيرة من الإصدارات الطارئة من النقود الورقية. كما شهد عام 1916 إصدارًا أخيرًا للعملات المعدنية لدفع رواتب القوات التي قادتها ألمانيا، بما في ذلك عملات معدنية من فئة 15 روبية، والتي كانت تحتوي على كمية مكافئة من الذهب المُستخرج من منجم سيكينكي للذهب، وتعادل 15 ماركًا ألمانيًا. في وقت لاحق من عام 1916، احتلت القوات البريطانية والبلجيكية شرق إفريقيا الألمانية، واستُبدلت روبية شرق أفريقيا الألمانية بروبية شرق أفريقيا في منطقة شرق أفريقيا باستثناء تنجانيقا التي استمر فيها تداول روبية شرق أفريقيا الألمانية جنبًا إلى جنب مع روبية شرق إفريقيا، والتي كانت مساوية لها سعريا، حتى عام 1920، عندما استُبدلت بفلورين شرق إفريقيا، وفي بوروندي ورواندا، حل الفرنك الكونغولي البلجيكي محل روبية شرق أفريقيا الألمانية في عام 1916.

## الإصدارات

### العملات المعدنية المسكوكة
صدرت أولى العملات المعدنية من روبية شرق أفريقيا الألمانية في عام 1890، عندما طُرحت عملات نحاسية بقيمة 1 بيسة وعملات فضية من فئة 1 و2 روبية شرق أفريقية ألمانية. وفي العام التالي طُرحت عملات فضية من فئة ربع روبية شرق أفريقية ألمانية، و نصف روبية شرق أفريقية ألمانية، وفي عام 1893 طُرحت عملات فضية من قئة 2 روبية شرق أفريقية ألمانية. كانت العملات الفضية من روبية شرق أفريقيا الألمانية مسكوكة بنفس معيار الروبية الهندية.

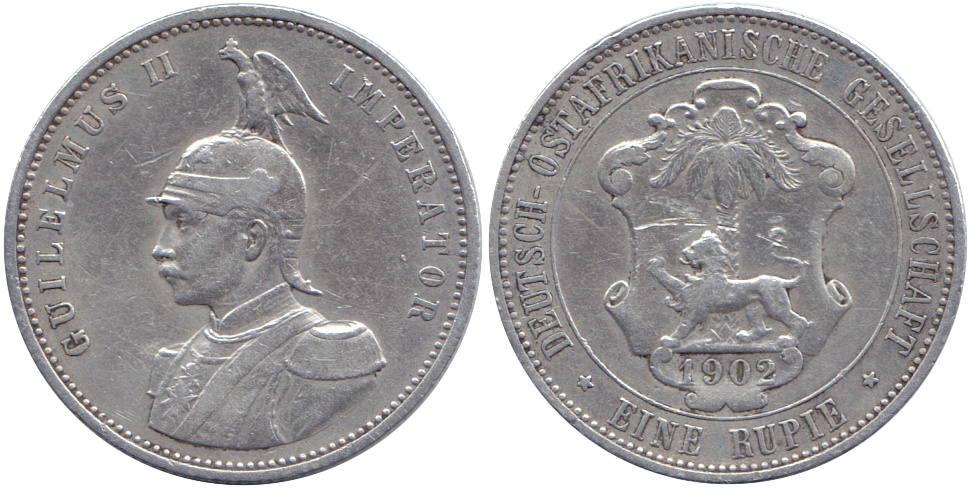
1 روبية شرق أفريقية ألمانية يعود تاريخ إصدارها إلى عام 1902

وكنتيجةً لنظام التسقيم العشري لروبية شرق أفريقيا الألمانية، طُرحت منها عملات برونزية من فئتي ½ و1 هلر عام ١٩٠٤، وتلى ذلك طرح عملات برونزية من فئة 5 هلر، وعملات مصنوعة من النحاس والنيكل مثقوبة من فئة 10 هلر في عام ١٩٠٨. وفي عام ١٩١٣، طُرحت عملات مثقوبة من النحاس والنيكل من فئة 5 هلر. سُكّت إصدارات عام ١٩١٦ من روبية شرق أفريقيا الألمانية في تابورا كعملة طوارئ حربية، وبلغ إجمالي عدد العملات النحاسية المسكوكة من فئة 5 هلر ٣٠٢,٩٤٠ عملة. أما العملات من فئة 20 هلر المصنوعة من النحاس فبلغ إجمالي المسكوك منها ٣٢٥,٠٠٠ عملة، وبلغ إجمالي المسكوك من فئة 20 هلر المصنوعة من النحاس الأصفر ١,٣٠٧,٧٦٠ عملة، وهي كمية ضمنت بقاء العملة مُتاحة ومتوفرة للاقتناء بسهولة لهواة جمع العملات. كما أُنتجت ١٦,١٩٨ عملة ذهبية من فئة 15 روبية شرق أفريقية الألمانية المذكورة أعلاه. وبينما سُكّت العملات المعدنية الأصغر قيمةً بشكل بدائي، حظيت القطع الذهبية بتفاصيل دقيقة.

### النقود الورقية
طرح البنك الألماني-الشرق أفريقي في عام ١٩٠٥ نقودًا ورقية من فئات ٥ روبيات شرق أفريقية ألمانية، و١٠ روبيات شرق أفريقية ألمانية، و٥٠ روبية شرق أفريقية ألمانية، و١٠٠ روبية شرق أفريقية ألمانية، ثُم طرح في عام ١٩١٢ عملات نقدية ورقية من فئة٥٠٠ روبية شرق أفريقية ألمانية. وفي الفترة ما بين عامي ١٩١٥ و١٩١٧، صدرت أوراق نقدية طارئة مؤقتة خلال الحرب العالمية الأولى من فئات ١ روبية شرق أفريقية ألمانية، و٥ روبيات شرق أفريقية ألمانية، و١٠ روبيات شرق أفريقية ألمانية، و٢٠ روبية شرق أفريقية ألمانية، و٥٠ روبية شرق أفريقية ألمانية، و٢٠٠ روبية شرق أفريقية ألمانية.

#### الإصدارات الطارئة والمؤقتة من النقود الورقية
في أثناء الحصار الحربي الذي تعرضت له القوات الألمانية من القوات البريطانية والبلجيكية خلال الحرب العالمية الأولى، انقطع الاتّصال بين شرق أفريقيا الألمانية وألمانيا، وهو ما أفقد العملات الفضية لقيمتها الجوهرية في المعاملات التجارية، مما أجبر الحكومة الألمانية الاستعمارية في شرق أفريقيا على إصدار نقود ورقية مؤقتة. وبدلًا من شركة الطباعة الألمانية جيسيك وديفرينت التي طبعت الإصدارات السابقة من الأوراق النقدية خلال الفترة ما بين عامي ١٩٠٥ و١٩١٢، تعاقدت الحكومة الألمانية الاستعمارية مع مطابع صحيفة دويتش-أوستافريكانيشه تسايتونج اليومية التي يقع مقرها في مدينة دار السلام، لكي تُصدر في 15 مارس (آذار) 1915 أولى إصداراتها من النقود الورقية المؤقتة من فئة 20 روبية شرق إفريقية ألمانية، صُنعت العُملة الورقية المؤقتة في البداية من الكتان، ثم أصبحت بعد ذلك تُصنع من الجوت. ونظرًا لنقص الإمدادات في زمن الحرب، طُبعت الأوراق النقدية المؤقتة أيضًا على ورق تجاري، وورق تغليف، وفي حالات نادرة جدًا، صُنعت النقود الورقية من ورق الحائط. كانت النقود الورقية في البداية تُطبع على ورق ملون بدرجات مختلفة من اللون الأبيض، ثُم أصبحت للطبعات اللاحقة تُطبع على ورق ملون بمجموعة متنوعة من الألوان من بينها الرمادي المزرق، والبني الزيتوني، والبني المحمر، والبني الذهبي، والبني الداكن، والبني الرمادي، ودرجات الأزرق، والأخضر الداكن.
كان النص المطبوع على الوجه الأمامي للنقود الورقية من روبيات شرق أفريقيا الألمانية مكتوبًا باللغتين الألمانية والسواحيلية لعبارة «ورقة نقدية مؤقتة. سيدفع بنك شرق أفريقيا الألماني دون التحقق من هوية الشخص روبية واحدة (إلخ) من مكاتبه في محمية شرق أفريقيا الألمانية» كما كُتب على الوجه الخلفي من الورقة النقدية من روبيات شرق أفريقيا الألمانية نصًا باللغتين الألمانية والسواحيلية يقول: «مائة بالمائة من القيمة الاسمية لهذه الورقة النقدية مودعة لدى حكومة شرق أفريقيا الألمانية الإمبراطورية». وفي الجزء السفلي من الوجه الخلفيّ للورقة النقدية كُتب تحذير ينص على أن التزوير يُعاقب عليه بالسجن لمدة لا تقل عن سنتين مع الأشغال الشاقة. تشير سجلات الخزانة من شرق أفريقيا الألمانية الاستعمارية إلى طباعة 8,876,741 ورقة نقدية مؤقتة من جميع فئات روبية شرق أفريقيا الألمانية. ويوضح الجدول التالي مجموعة كاملة من إصدارات النقود الورقية الطارئة من روبية شرق أفريقيا الألمانية، والتي صدرت خلال الحرب العالمية الأولى:
| الفئة                         | سنة الإصدار | الصورة                                                    | الأبعاد                                |
| ----------------------------- | ----------- | --------------------------------------------------------- | -------------------------------------- |
| 1 روبية شرق أفريقية ألمانية   | 1915        | GEA-9Ab-Deutsch Ostafrikanische Bank-1 Rupie (1915).jpg   | 105 مـم × 63 مـم (4.1 بوصة × 2.5 بوصة) |
| 5 روبيات شرق أفريقية ألمانية  | 1915        | GEA-32-Deutsch Ostafrikanische Bank-5 Rupien (1915).jpg   | 118 مـم × 72 مـم (4.6 بوصة × 2.8 بوصة) |
| 10 روبيات شرق أفريقية ألمانية | 1916        | GEA-41-Deutsch Ostafrikanische Bank-10 Rupien (1916).jpg  | 130 مـم × 88 مـم (5.1 بوصة × 3.5 بوصة) |
| 20 روبية شرق أفريقية ألمانية  | 1915        | GEA-45a-Deutsch Ostafrikanische Bank-20 Rupien (1915).jpg | 156 مـم × 99 مـم (6.1 بوصة × 3.9 بوصة) |
| 50 روبية شرق أفريقية ألمانية  | 1915        | GEA-46a-Deutsch Ostafrikanische Bank-50 Rupien (1915).jpg | 150 مـم × 98 مـم (5.9 بوصة × 3.9 بوصة) |
| 200 روبية شرق أفريقية ألمانية | 1915        | GEA-49-Deutsch Ostafrikanische Bank-200 Rupien (1915).jpg |                                        |